# 31319 Vespucci
31319 Vespucci este un asteroid din centura principală de asteroizi.

## Descriere
31319 Vespucci este un asteroid din centura principală de asteroizi. A fost descoperit pe 20 aprilie 1998 la Colleverde de Vincenzo Silvano Casulli. Asteroidul prezintă o orbită caracterizată de o semiaxă mare de 3,19 ua, o excentricitate de 0,06 și o înclinație de 16,4° în raport cu ecliptica.